# Заозёрная улица (Санкт-Петербург)
Заозёрная улица — улица в Московском районе Санкт-Петербурга. Проходит от набережной Обводного канала до Киевской улицы.

## История
16 апреля 1887 года присвоено название Лубенская улица (на участке от Обводного канала до Смоленской улицы), по городу Лубны в ряду улиц Александро-Невской полицейской части, наименованных по уездным городам Полтавской губернии. В 1909 году продлена до Черниговской улицы. Участок от Киевской улицы до Черниговской улицы закрыт после 1929 года.
Современное название Заозёрная улица дано 26 декабря 1940 года, по сопке Заозёрной в честь победных боёв Красной армии с японскими частями у озера Хасан в 1938 году.
С 29 апреля 2006 года на улице введено одностороннее движение в направлении от Обводного канала в сторону Киевской улицы.

## Достопримечательности
- Д. № 2 (набережная Обводного канала, 92) — здание водочного завода «Келлер и Ко» с дымовой трубой (бывший дом Е. Т. Цолликофера).  7830807000
- Д. № 3, литера А — Газгольдер, архитектор Иван Маас.  7830808000
- Д. № 20 (Смоленская ул., 31) — дом-коммуна «Порт-Артур», 1904, архитектор В. П. Кондратьев.